# Oude Kerk (Naaldwijk)
De Oude Kerk is een protestantse kruiskerk in de Westlandse plaats Naaldwijk. De van oorsprong rooms-katholieke kerk, gelegen aan het Wilhelminaplein, kent een rijke historie en is gelegen in een kerkring waaraan ook het Heilige Geesthofje is gelegen. Toen het voor de reformatie nog een rooms-katholieke kerk was, heette het de St Adriaanskerk.
Het oudste deel van de kerk, de toren, stamt uit de 13e eeuw en heeft romaanse friezen maar gotische spitsbogenvensteren. De muren van de bede onderste verdiepingen zijn bekleed met baksteen van ten minste twee verschillende maten.
De forse afmetingen zijn te danken aan de rijke Heren van Naaldwijk. Het kerkgebouw dateert uit 1472. Er is een groot orgel, gebouwd door Wander Beekes (1795-1838) in 1830.
Begin 21e eeuw was restauratie van het interieur van de kerk noodzakelijk, vooral vanwege aantasting door de bonte knaagkever. In 2003 en 2004 vonden de eerste en tweede fase van de restauratie plaats, de derde fase begon in 2010. De restauratiewerkzaamheden vallen onder Monumentenzorg.
In november 2007 liep het interieur van de kerk schade op door een houseparty, die voor ChristenUnie/SGP-fractie in de gemeente Westland een aanleiding was om op te roepen dergelijke evenementen in de kerk voortaan te verbieden.

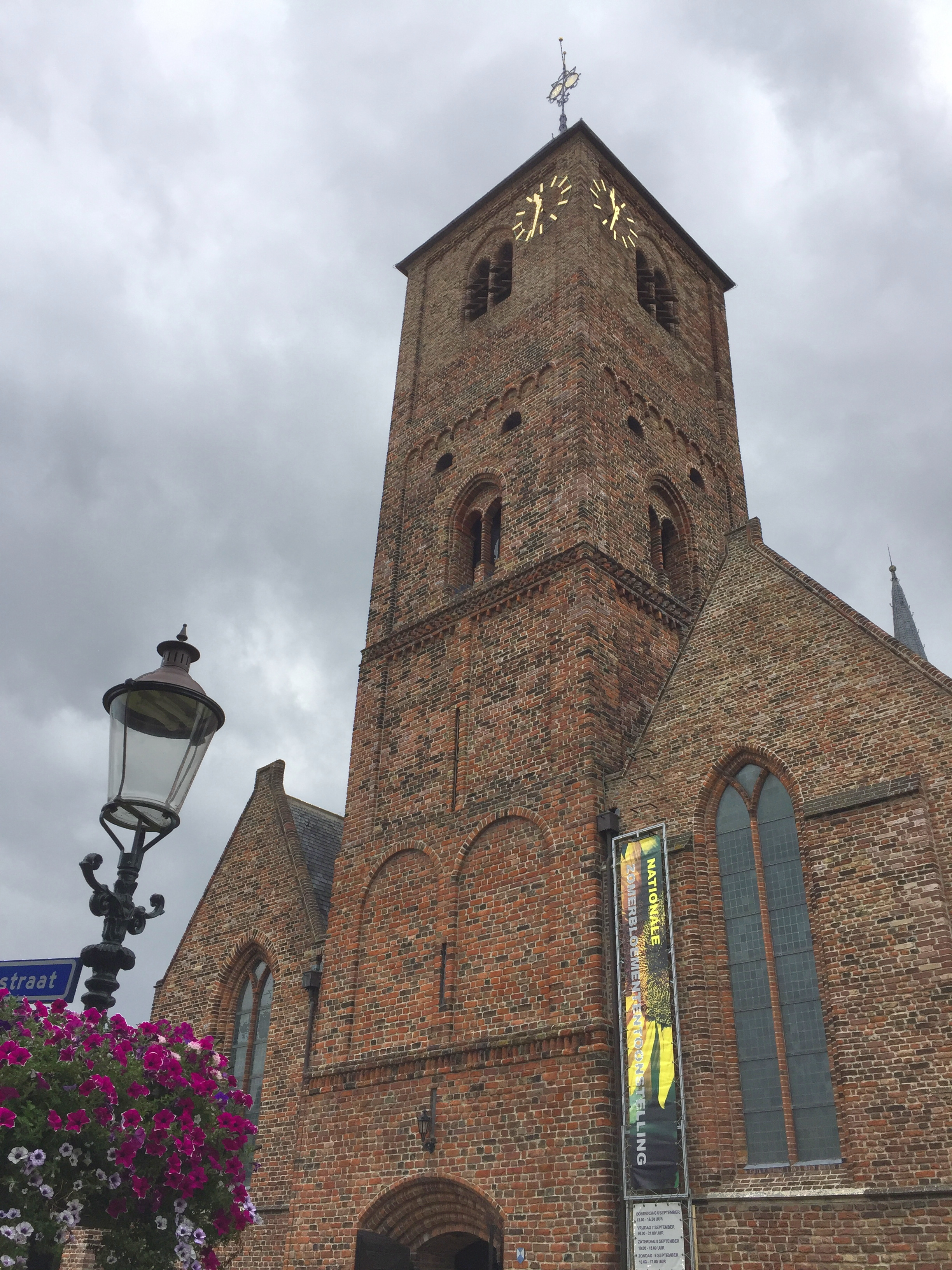
Westgevel
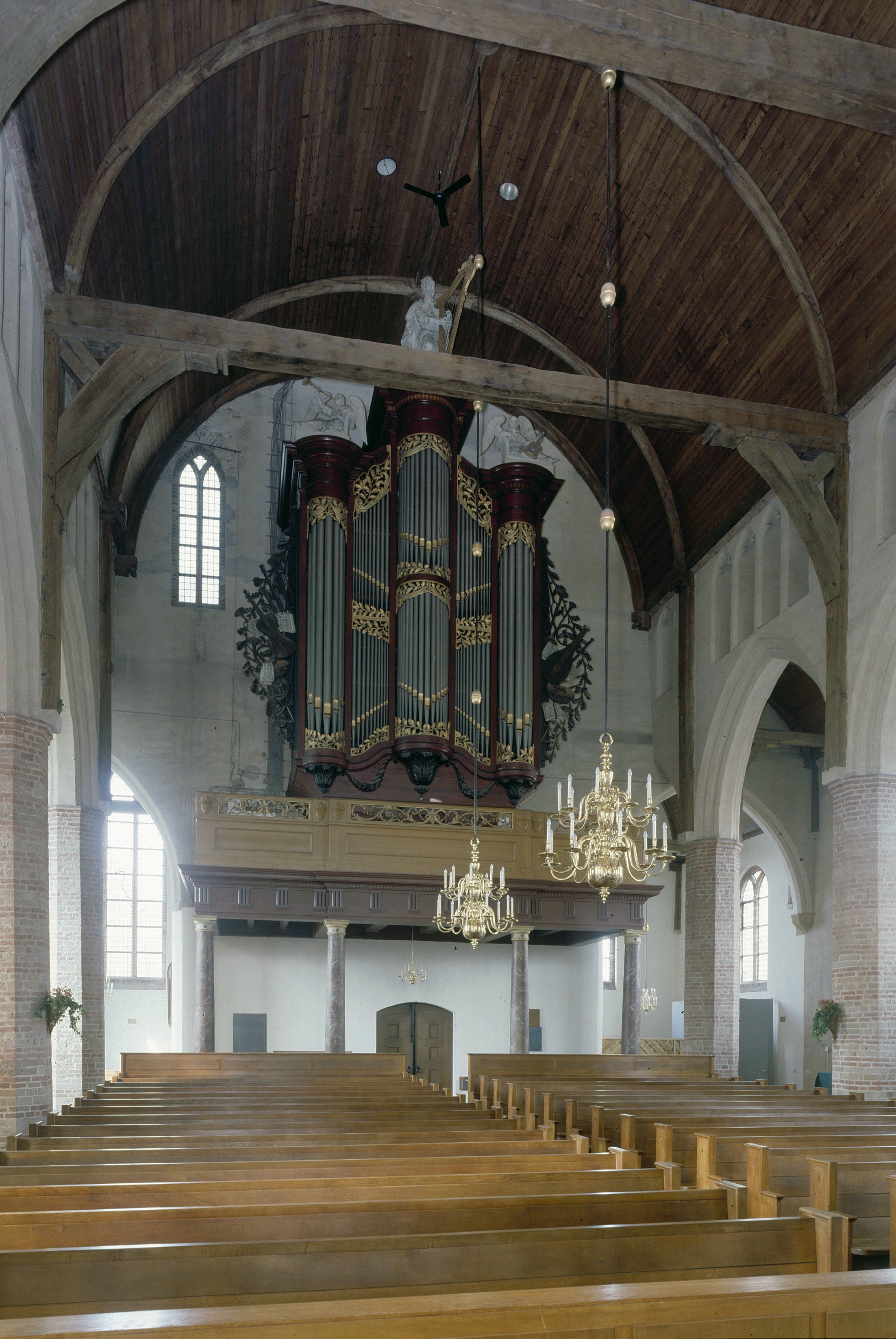
Orgel
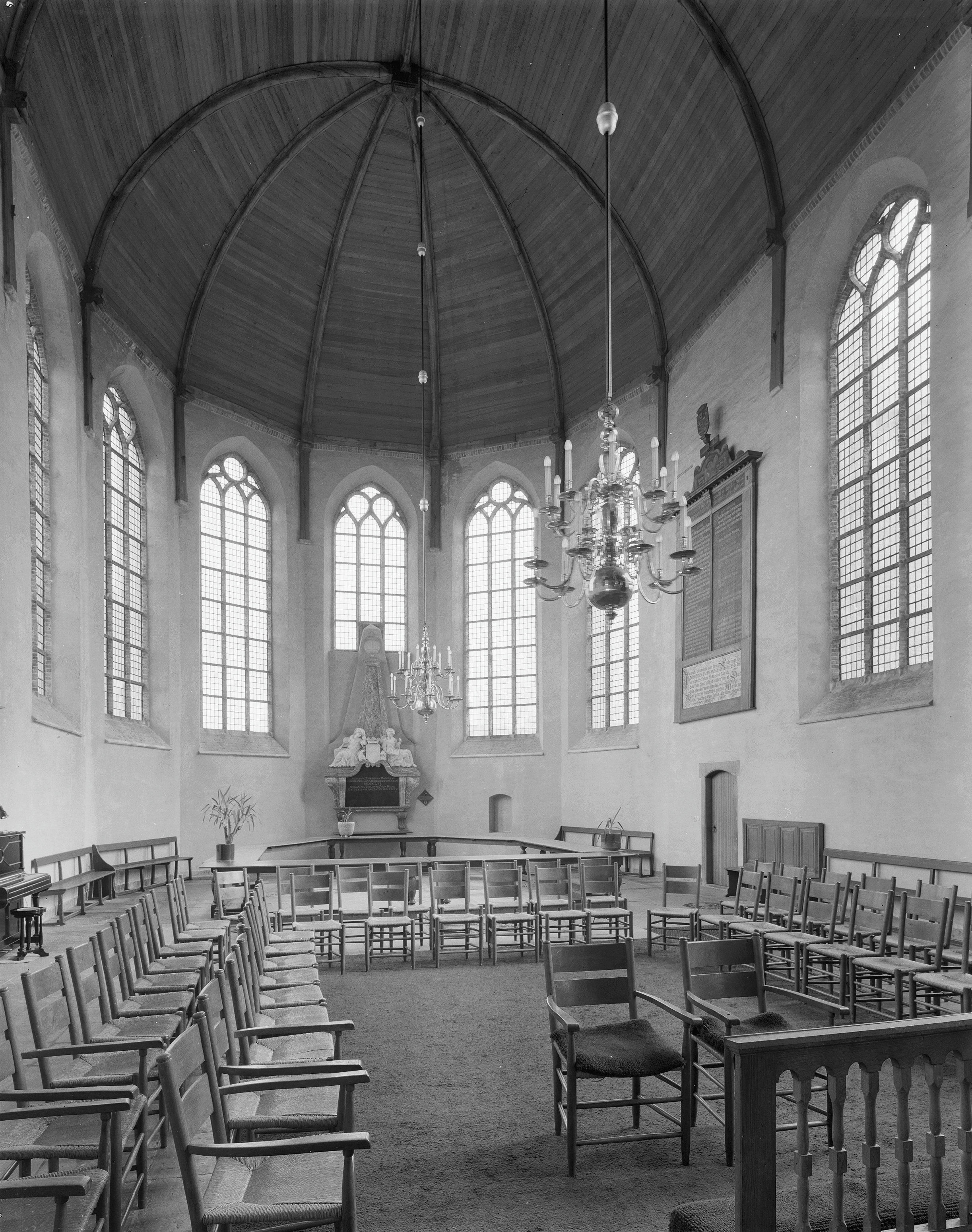
Koor

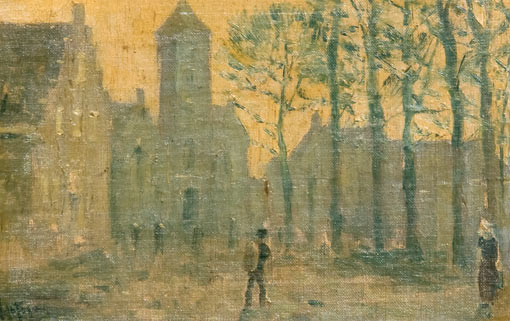
Schilderij door Anton van Teijn
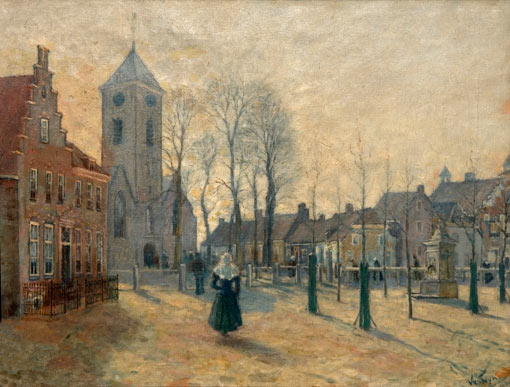
Wilhelminaplein en Oude Kerk (Van Teijn)